# 博德沃拉科
博德沃拉科，是匈牙利包尔绍德-奥包乌伊-曾普伦州所辖的一个村。总面积9.22平方公里，总人口101，人口密度11.0人/平方公里（2011年1月1日）。